# Bicon luzonensis
Bicon luzonensis är en skalbaggsart som beskrevs av Schultze 1920. Bicon luzonensis ingår i släktet Bicon och familjen långhorningar.
Artens utbredningsområde är Filippinerna. Inga underarter finns listade.